# U-Bahn-Station Krieau
Krieau is een metrostation in het district Leopoldstadt van de Oostenrijkse hoofdstad Wenen dat werd geopend op 10 mei 2008 en wordt bediend door lijn U2.
Tramlijn 21 die over de Ausstellungsstraße reed werd op dezelfde dag opgeheven. 

## Geschiedenis
Op 26 januari 1968 werd besloten om een metronet in Wenen aan te leggen. De nadere uitwerking van het metronet, de U-Bahn-Netzvariante M uit 1970, omvatte onder andere lijn U1B met station Messegelände (jaarbeursterrein) aan de Vorgartenstraße. Lijn U1B werd niet gebouwd maar het station werd, onder de naam Krieau, wel gerealiseerd toen een deel van het beoogde tracé van U1B werd opgenomen in de verlenging van de U2 naar het oosten. Het station is het eerste bovengrondse station van de U2 die verder naar het oosten geheel bovengronds ligt.

## Ligging en inrichting
Het station ligt aan de Vorgartenstraße ten oosten van het jaarbeursterrein, de noordelijke toegang ligt bij de jaarbeurs, de zuidelijke bij de drafrenbaan waar het station naar genoemd is. Het eilandperron is vanuit de toegangen bij de respectievelijke perroneinden toegankelijk met vaste trappen, roltrappen en liften. 
In opdracht van de Wiener Linien werden veel pijlers van de brug ten oosten van het station door kunstenaars opgesierd. In 2013 werden 14 pijlers beschilderd door de Franse Graffitikunstenaar Honet (Cedric Gues) als totempalen beschilderd geïnspireerd op de stripfiguren uit de jaren 70, het geheel werd Totem Modem genoemd. Enkele pijlers werden met grafische elementen beschilderd en in 2014 beschilderde de Braziliaanse kunstenaar Speto (Paulo Cesar Silva) nog 14 pijlers onder de naam „3 Brothers“. Deze groep is opgedragen aan de broers Cláudio, Leonardo en Orlando Villas Bôas en geïnspireerd op mythen en sagen van de oorspronkelijke bewoners van het Amazonegebied.Grafisch zijn de tekeningen een nabootsing van de omslagen van de Cordel-literatuur. 

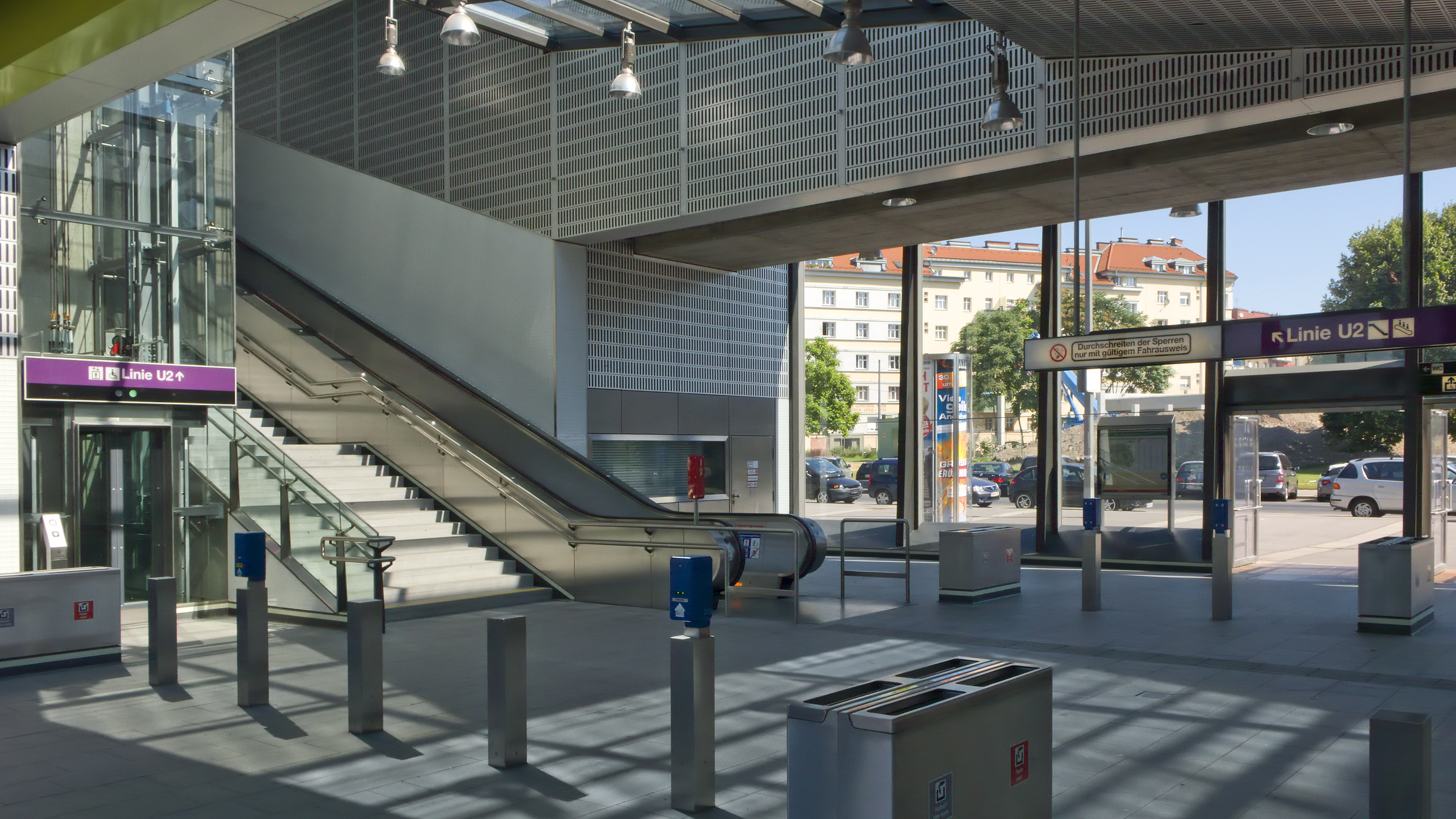
De zuidelijke stationshal.
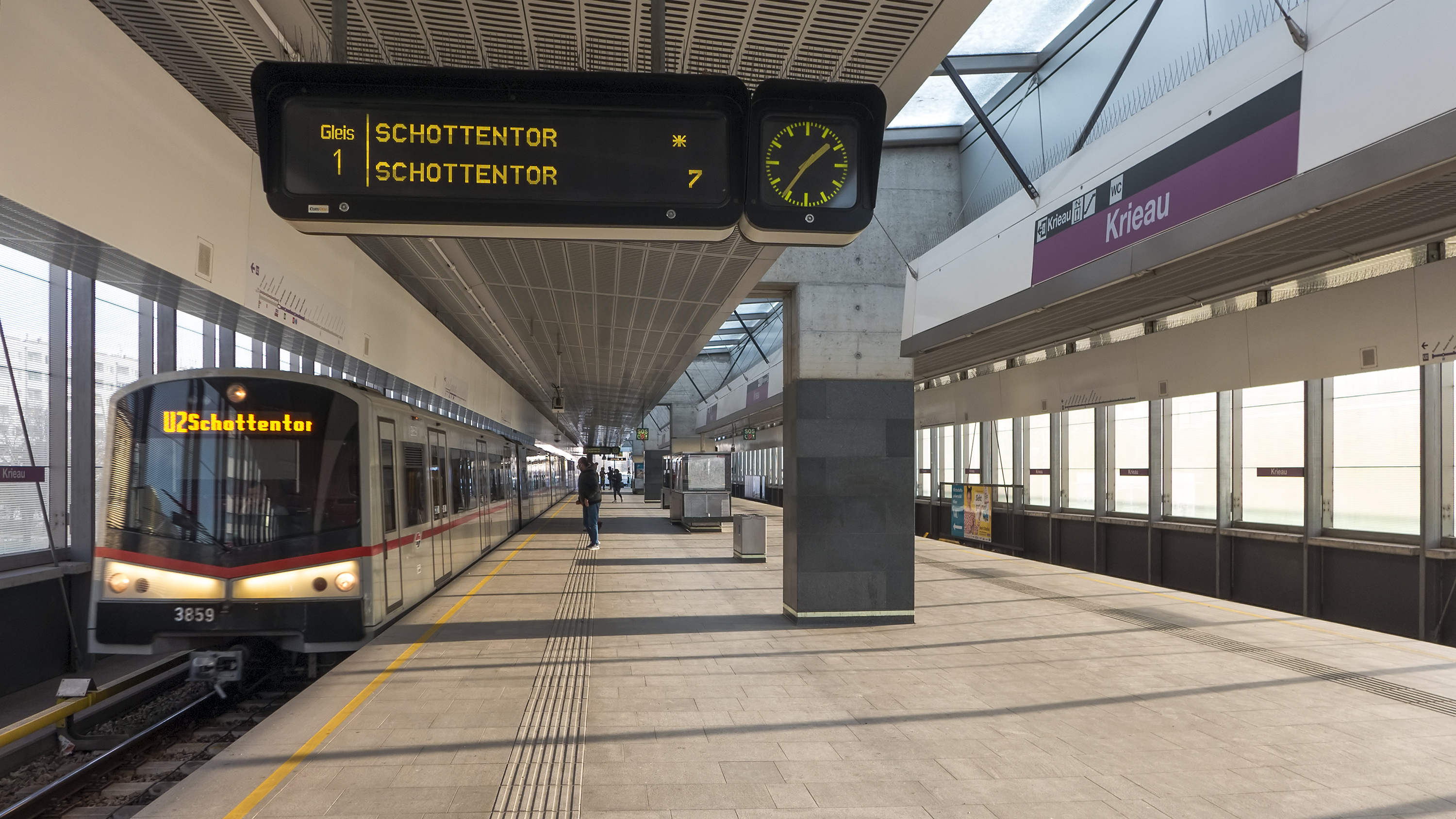
Het perron met metrostel type V.
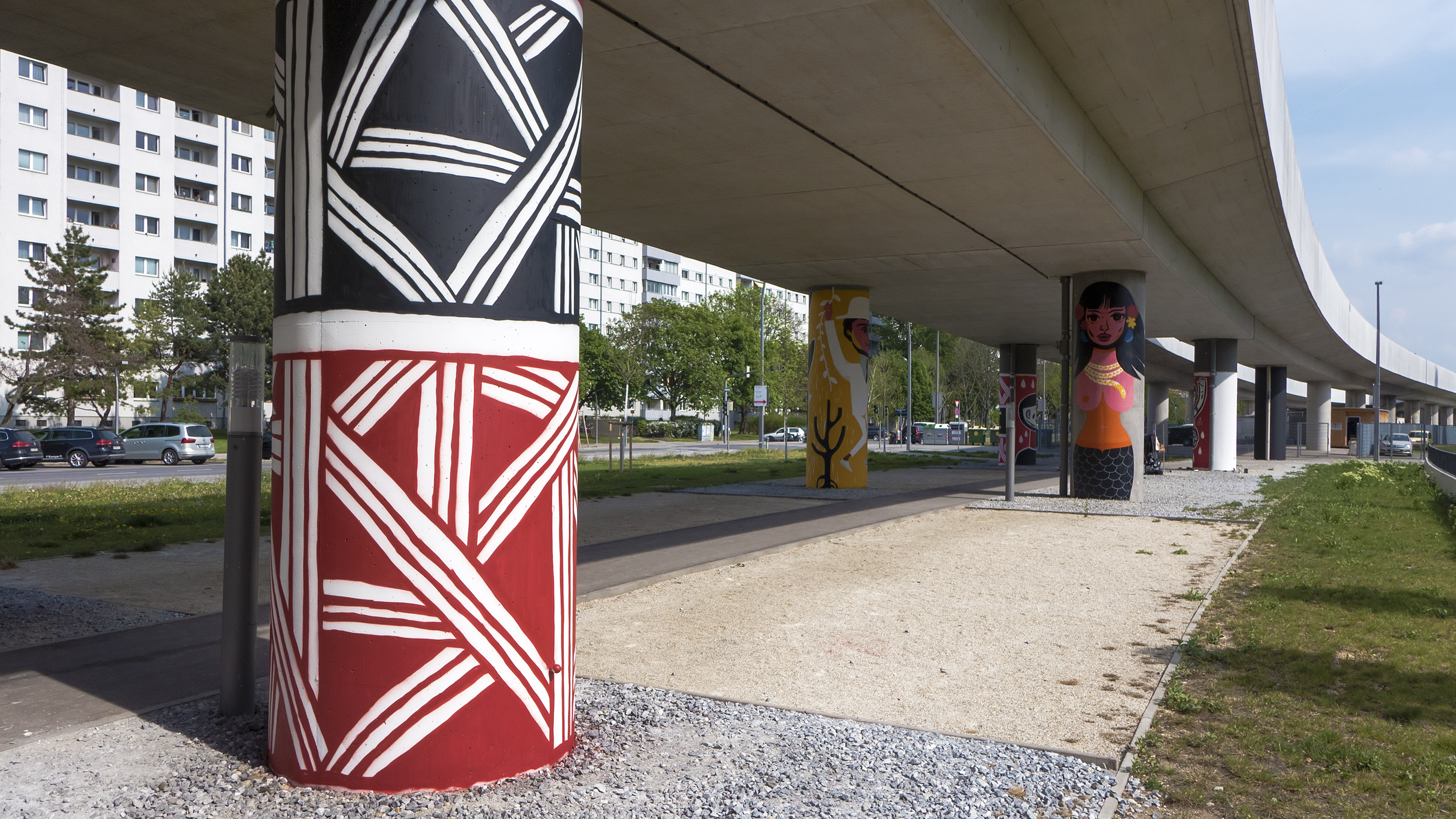
De beschilderde pijlers.